# 민족언어학
민족언어학(Ethnolinguistics, cultural linguistics)은 민족과 언어의 관계를 연구하는 학문이다.

## 같이 보기
- 언어인류학
- 빌헬름 폰 훔볼트